# Martin Prudký
Martin Prudký (* 11. května 1960 Brno) je český evangelický teolog, duchovní Českobratrské církve evangelické, biblista-starozákoník a hebraista. V letech 2005 až 2010 působil jako děkan Evangelické teologické fakulty Univerzity Karlovy a v letech 2010 až 2014 jako prorektor na téže univerzitě. V roce 2014 byl jmenován profesorem v oboru evangelické teologie.

## Životopis

### Studia
Prudký se narodil v Brně, kde vystudoval základní školu i gymnázium. Následně v letech 1981 až 1985 studoval teologii na Komenského evangelické bohoslovecké fakultě v Praze. Během tohoto vysokoškolského studia absolvoval v letech 1982 až 1983 též stáž na Teologické fakultě Univerzity v Amsterdamu. Souběžně se studiem (1983–1985) pracoval jako pomocný vědecký asistent na KEBF. Po absolutoriu se stal vikářem Českobratrské církve evangelické ve Vizovicích (1985–1988) a Praze-Horních Počernicích (1988–1990).
Po základní vojenské službě začal souběžně pracovat jako externí lektor hebrejštiny na KEBF (1987–1988) a asistent biblické katedry (1988–1990). Doktorem teologie byl promován v roce 1990 na základě disertační práce Genesis 22,1–19: Příspěvek k zápasu o výklad oddílu Písma svatého v křesťanské tradici, na ETF UK byl pak zaměstnán s plným úvazkem. Pro obor Starého zákona se habilitoval a docentem byl jmenován roku1992 na základě studie K výuce biblické hebrejštiny, jejíž přílohou byla též Cvičebnice biblické hebrejštiny (Praha 1992). Profesorem jmenován v roce 2014. V letech 2005–2010 byl děkanem, vícekrát proděkanem pro studium či pro vědu a doktorské studium. V období 2010–2014 byl prorektorem UK pro studium a záležitosti studentů. V návaznosti na předlistopadové neoficiální semináře se zahraničními hosty, především s amsterdamským prof. Karlem Deurloo (1936–2019), každoročně pořádá mezinárodní symposium biblistů, tzv. Colloquium biblicum (dosud 27 ročníků).
Je členem Society for Biblical Literature, Wissenschaftliche Gesellschaft für Teologie a European Association of Biblical Studies.

### Kazatelské působení
- 1985 až 1988 – vikář ve Vizovicích[12]
- 1988 až 1990 – farář v Praze–Horních Počernicích[6]

### Pedagogická činnost
Od roku 1990 působí Prudký na Evangelické teologické fakultě Univerzity Karlovy na Katedře Starého zákona. Nejprve jako odborný asistent, od roku 1992 jako docent a vedoucí této katedry, od roku 2014 jako profesor. Působí tam jako proděkan, v letech 2005-2010 byl děkanem.

### Jazykové znalosti
Prudký ovládá:
- z moderních jazyků:
  - angličtinu
  - němčinu
  - nizozemštinu
  - ruštinu
- ze starověkých jazyků:
  - latinu
  - řečtinu
  - hebrejštinu
  - aramejštinu

## Rodina
Prudký je ženatý a má dvě dospělé dcery.

## Dílo[12]
Hlavní oblastí jeho zájmu je problematika porozumění, výkladu a interpretace biblických textů v perspektivě přístupů po tzv. lingvistickém obratu (nová literární kritika, naratologická a rétorická analýza, tzv. amsterdamská škola). Kromě dílčích studií ke konkrétním textům či speciálním otázkám (např. studie k Desateru či k metodám inscenace vnitřního světa vyprávění) zpracoval komentář ke knize Genesis a editoval kolektivní monografie Obtížné oddíly Knih Mojžíšových (Kostelní Vydří 2006), Obtížné oddíly Předních proroků (Kostelní Vydří 2013) a Obtížné oddíly Zadních proroků (Praha 2016). Problematice židovsko-křesťanských vztahů v prvních staletích církve a modelům těchto vztahů, jak je dokládají raně křesťanské texty, se věnoval v knížce Zvláštní lid Boží – křesťané a židé (Brno 2000). V rámci Centra biblických studií AV ČR a UK spolupracoval na řadě grantových projektů, mj. na zpracování Encyklopedického biblického slovníku a edici Českého ekumenického komentáře v řadě Starý zákon. Dlouhodobě spolupracuje na mezinárodním projektu Encyclopedia of the Bible and its Reception (vyd. De Gruyter, Berlin). Od roku 2013 se účastní spolupráce s Archeologickým institutem univerzity v Tel Avivu, včetně archeologických expedic (Tel Azeka, Jeruzalém, Tel Moca).
Publikuje v časopisech, jako například:
- Teologická reflexe[18]
- Studie a texty ETF UK[19]
- Zpravodaj společnosti židů a křesťanů

Autorsky či spoluautorsky se podílel na heslech v encyklopediích, kupříkladu:
- Bertelsmann Handbuch Religionen der Welt (editace Monika a Udo Tworuschka, 1992)
- Encyklopedický slovník (1993)
- Encyklopedie starověkého Předního východu (editace Jiří Prosecký, 1999)
- Ottova všeobecná encyklopedie (2003)

Napsal též několik knih:
- Cvičebnice biblické hebrejštiny (1992; 2., rozšířené vydání 2014)
- Zvláštní lid Páně: křesťané a židé (2000)
- Obtížné oddíly knih Mojžíšových (2006) – spoluautorem této publikace je Jan Heller
- Obtížné oddíly Předních proroků (2013) – spoluautorem této publikace je Jan Heller
- Obtížné oddíly Zadních proroků (2016, editor, kolektivní monografie)
- Genesis I. - Gn. 1,1-6,8 (2019)
- Obtížné oddíly biblické poezie a moudrosti (2020)